# Oscar for bedste mellemtekst
Oscaren for den bedste mellemtekst (officiel titel Academy Award for Best Title Writing) var en pris for den bedste mellemtekst, der blev givet ved den første Oscaruddeling, i 1928 i stumfilmens sidste tid. Den blev kun givet denne ene gang, allerede næste år var tonefilmen blevet så dominerende at den ikke mere var relevant.
I 1928 var Joseph Farnham og George Marion, Jr. indstillet til prisen, og den gik til Farnham. Farnhams oscar var ikke knyttet til en specifik film. Tre år senere blev Farnham også den første oscarmodtager til at dø.